# Peter Schilliger

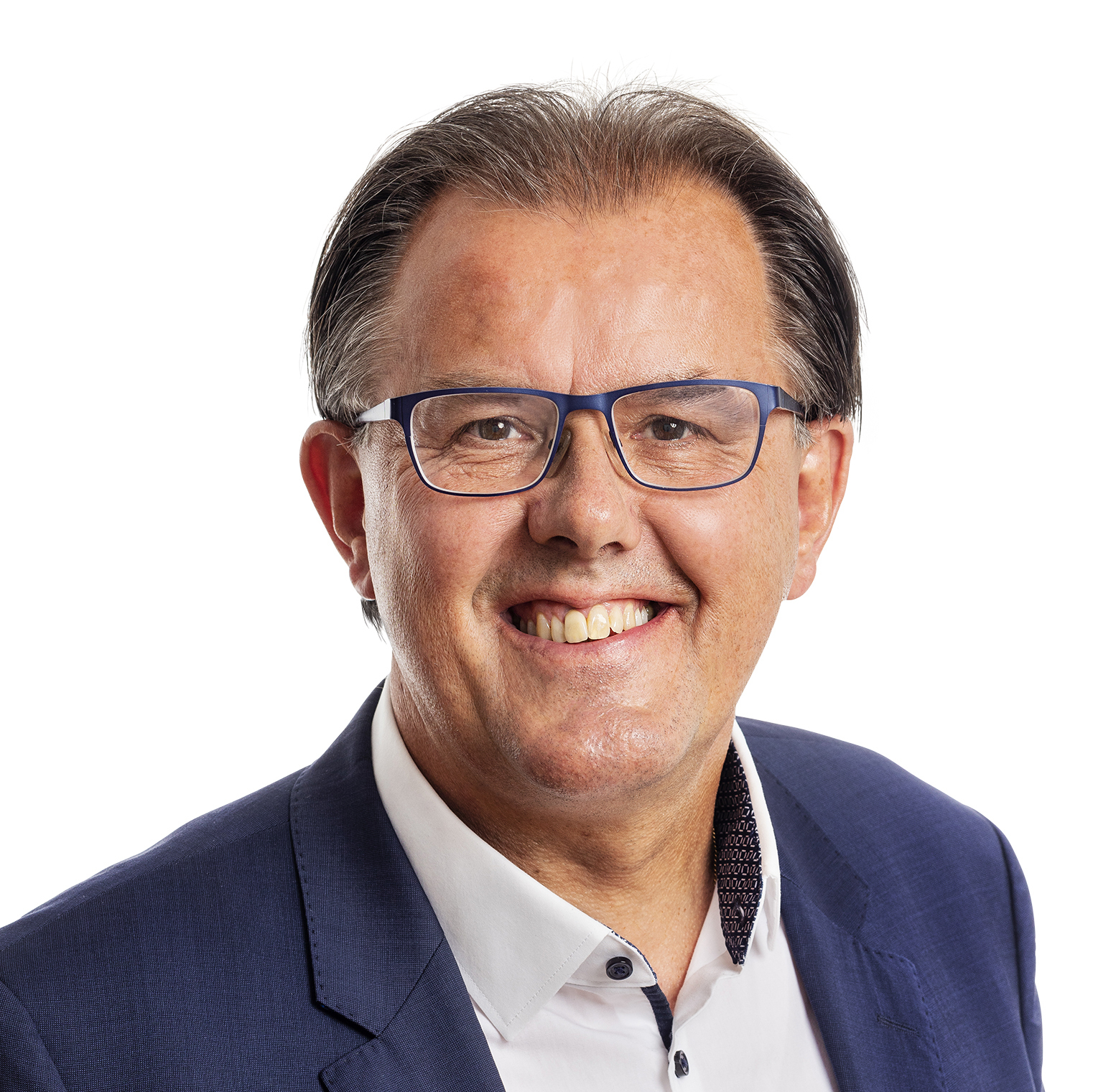
Peter Schilliger (2019)

Peter Schilliger (* 1. Juni 1959 in Udligenswil; heimatberechtigt in Udligenswil und Weggis) ist ein Schweizer Politiker (FDP).

## Leben
Schilliger ist gelernter Sanitärzeichner (1978), seit 1983 Sanitärtechniker TS und seit 1986 Heizungstechniker TS. Er hat von 2005 bis 2007 ein Nachdiplomstudium in Public Management an der HSW Luzern absolviert. Von 1986 bis 2002 war er Geschäftsführer der Julius Weinberger AG, Sanitär Heizung. Seit 2003 ist er Mitinhaber der IC AG Haustechnik-Beratung und seit 2009 Mitinhaber und Geschäftsführer der Herzog Haustechnik AG in Luzern.
Schilliger wohnt in Udligenswil. Er ist verheiratet und hat drei Kinder.

## Politik
Schilliger war von 1991 bis 2011 Gemeinderat von Udligenswil, ab 2000 Gemeindepräsident. Er gehörte von April 2003 bis September 2012 dem Luzerner Kantonsrat an. Von Juni 2008 bis Januar 2016 war er Präsident der FDP des Kantons Luzern. Am 10. September 2012 rückte Schilliger für den verstorbenen Otto Ineichen in den Nationalrat nach und wurde bei den Wahlen 2015 bestätigt. 2019 verpasste er die Wiederwahl als Zweitplatzierter der FDP-Liste, die einen ihrer zwei Sitze einbüsste. Im September 2020 rückte er für den verstorbenen Albert Vitali in den Nationalrat nach und wurde bei den Wahlen 2023 bestätigt.

## Wirken
Schilliger, u. a. Verwaltungsrat beim Touring Club Schweiz (TCS), setzt sich in der Verkehrspolitik z. B. gegen die Errichtung von Tempo-30-Zonen ein und dass die Höchstgeschwindigkeit auf Hauptstrassen und Hauptverkehrsachsen nicht auf 30 km/h reduziert wird.